# Mali na Letnich Igrzyskach Olimpijskich 1988
Mali na Letnich Igrzyskach Olimpijskich 1988 reprezentowało 6 zawodników. 
Był to 6. start reprezentacji Mali na letnich igrzyskach olimpijskich.

## Skład kadry

### Boks
Mężczyźni
- Kassim Traoré - waga lekka - 9. miejsce

### Judo
Mężczyźni
- Mamadou Keita - waga półlekka - 20. miejsce
- Ousmane Camara - waga lekka - 9. miejsce

### Lekkoatletyka
Mężczyźni
- Ousmane Diarra

100 metrów - odpadł w ćwierćfinałach
200 metrów - odpadł w ćwierćfinałach
- Yaya Seyba - 400 metrów - odpadł w eliminacjach

Kobiety
- Aminata Diarra

100 metrów - odpadła w eliminacjach
200 metrów - odpadła w eliminacjach